# 郡山熱海カントリークラブ
郡山熱海カントリークラブ（こおりやまあたみカントリークラブ、KORIYAMA ATAMI COUNTRY CLUB）は、福島県郡山市にあるゴルフ場である。

## 概要
1988年6月13日に開場。安達太良連峰の麓にあり、丘陵のコースとなっている。

## コース情報
- 用地面積
  - 1,657,500m2
- コース規模
  - 18ホールズ、PAR72

## 施設概要
- クラブハウス
  - 樹齢200～300年の檜を10年以上寝かせて造られたログスタイルのクラブハウスとなっている[1]。
- 大浴場
- レストラン

## 所在地
- 福島県郡山市熱海町高玉字株原1-1

## アクセス
- 車
  - 磐越自動車道郡山南ICより10分
  - JR磐越西線・磐梯熱海駅から13分

## 周辺
- 七瀬川
- 磐梯熱海温泉